# Зеда Циплаваке
Зеда Циплаваке (груз. ზედა წიფლავაკე) — село в Грузії.
За даними перепису населення 2014 року в селі проживає 155 особи.